# 1914 год в авиации
Список событий в авиации в 1914 году.

## События
- 11 мая — совершил свой первый полёт немецкий дирижабль LZ-24.
- 29 июня — стартовал перелёт самолёта Илья Муромец, по маршруту Петербург — Орша — Копысь — Киев — Петербург. Это был первый в мире скоростной дальний перелёт тяжёлого самолёта[1].
- 28 июля — с английского торпедоносца Short S.184 произведён первый в мире опытный сброс торпеды с самолёта[2].
- 30 августа — первая бомбардировка Парижа с самолётов, произведена германскими пилотами.
- 5 октября — первая воздушная победа с применением огнестрельного оружия. Французскими пилотами был сбит германский самолёт. Огонь вёлся из пулемёта "Гочкис".
- 10 декабря — считается датой создания первого подразделения Дальней авиации России когда император Николай II утвердил решение о создании эскадры воздушных кораблей Илья Муромец.[3]

## Персоны

### Родились
- 21 февраля — Юутилайнен, Илмари, финский военный лётчик, признанный самым результативным лётчиком-истребителем в военно-воздушных силах всех стран, участвовавших во Второй мировой войне, за исключением Германии — в 1939—1944 годах сбил 94 советских самолёта, два из которых — во время Советско-финской войны.
- 23 февраля — Иван Ефграфович Фёдоров, советский лётчик-истребитель, лётчик-испытатель, Герой Советского Союза, полковник.
- 31 июля — Сергей Михайлович Егер, советский авиаконструктор, член-корреспондент АН СССР с 1984 года, доктор технических наук, Герой Социалистического Труда (1972).
- 20 августа — Серафима Тарасовна Амосова, лётчица, участница Великой Отечественной войны, заместитель командира 46-го Таманского гвардейского ночного легкобомбардировочного полка по лётной части, гвардии майор.
- 21 сентября — Баштырков, Андрей Андреевич, советский лётчик, герой Великой Отечественной войны, Герой Советского Союза, капитан.
- 25 октября — Анпилов, Анатолий Андреевич, Герой Советского Союза, генерал-майор авиации (1959), военный лётчик 1-го класса (1950).
- 22 декабря — Ящук, Ростислав Давыдович, участник Великой Отечественной войны, старший лётчик-наблюдатель 47-го гвардейского отдельного авиационного полка дальних разведчиков Главного командования военно-воздушных сил Красной Армии, гвардии старший лейтенант, Герой Советского Союза.

### Скончались
- 8 сентября — Пётр Николевич Нестеров совершил свой последний подвиг — протаранил самолёт, в котором находились пилот Франц Малина (Franz Malina) и пилот-наблюдатель барон Фридрих фон Розенталь (Friedrich von Rosenthal), которые вели воздушную разведку передвижения русских войск.